# Kees Koster
Cornelis Hermanus Antonius (Kees) Koster (Haarlem, 13 juli 1943 – 21 maart 2013) was een Nederlands computerwetenschapper en hoogleraar aan de Radboud Universiteit Nijmegen. Hij was een pionier op het gebied van computertalen en medebedenker van Algol 68.

## Biografie
Koster werd geboren in Haarlem als oudste kind in een gezin van drie kinderen. Na de Tweede Wereldoorlog verhuisde de familie Koster naar Jakarta in het toenmalige Nederlands-Indië. Maar op zijn elfde keerde hij zelfstandig terug naar Nederland. Aanvankelijk bezocht hij het Canisiuscollege in Nijmegen, waar hij in een internaat verbleef, maar na de terugkeer van zijn ouders verhuisde hij naar Amsterdam, waar hij het Sint Ignatiusgymnasium bezocht. Aansluitend studeerde hij aan de Universiteit van Amsterdam, alwaar hij in 1965 promoveerde. Na zijn studie was hij werkzaam aan het Mathematisch Centrum (MC) van Adriaan van Wijngaarden.
In 1972 verhuisde Koster naar Berlijn om aan de Technische Universiteit Berlijn een nieuwe informatica-opleiding op te zetten. Vijf jaar later, in 1977, werd hij benoemd tot de eerste hoogleraar informatica aan de Radboud Universiteit. Hij overleed in 2013 door een motorongeluk.

## Werk
Zijn eerste kennismaking met computers was tijdens zijn opleiding aan het Amsterdamse lyceum. Met medestudent Lambert Meertens bouwde hij zijn eigen computer. Aan het Mathematisch Centrum was hij, naast Aad van Wijngaarden, Barry J. Mailloux en John E.L. Peck, een van de auteurs van het originele Report on the Algorithmic Language ALGOL 68, Algol 68 is als programmeertaal nooit erg populair geworden, maar heeft wel veel invloed gehad op latere programmeertalen. De taal werd in het rapport beschreven met behulp van Van Wijngaardengrammatica. Koster ontwikkelde daarvan een praktischere variant, Compiler Description Language (CDL), en gebruikte die bij de constructie van compilers, onder andere in zijn onderwijs.